# مؤسسة هلسنكي لحقوق الإنسان
مؤسسة هلسنكي لحقوق الإنسان Helsinki Foundation for Human Rights هو اسم المنظمات غير الحكومية في عدد من البلدان التي تم إنشاؤها في إطار اتحاد هلسنكي الدولي لحقوق الإنسان الذي لم يعد له وجود الآن. المنظمات تشمل:
- مؤسسة هلسنكي لحقوق الإنسان (بولندا) [8]
- مؤسسة تركمان هلسنكي لحقوق الإنسان، التي تأسست عام 2003 في فارنا  بلغاريا، لمراقبة حقوق الإنسان في تركمانستان [2].
- لجنة هلسنكي التشيكية